# Польща на зимових Олімпійських іграх 2022
Польща взяла участь у зимових Олімпійських іграх 2022, що тривали з 4 до 20 лютого в Пекіні (Китай).
Ковзанярі Збігнєв Брудка і Наталія Червонка мали нести прапор своєї країни на церемонії відкриття. Сноубордистка Александра Круль замінила Червонку, бо в тої виявився позитивним тест на Ковід-19, коли вона прибула до Китаю. А нести прапор на церемонії закриття доручили Пйотру Михальському.

## Медалісти
Список польських спортсменів, що на Іграх здобули медалі.
| Медаль | Ім'я            | Вид спорту          | Дисципліна                     | Дата     |
| ------ | --------------- | ------------------- | ------------------------------ | -------- |
| Бронза | Давід Кубацький | Стрибки з трампліна | Нормальний трамплін (чоловіки) | 6 лютого |

## Спортсмени
Кількість спортсменів, що взяли участь в Іграх, за видами спорту.
| Вид спорту          | Чоловіки | Жінки | Загалом |
| ------------------- | -------- | ----- | ------- |
| Гірськолижний спорт | 2        | 4     | 6       |
| Біатлон             | 1        | 4     | 5       |
| Лижні перегони      | 4        | 5     | 9       |
| Фігурне катання     | 1        | 2     | 3       |
| Санний спорт        | 3        | 1     | 4       |
| Лижне двоборство    | 2        | Н/Д   | 2       |
| Шорт-трек           | 2        | 4     | 6       |
| Стрибки з трампліна | 5        | 2     | 7       |
| Сноубординг         | 2        | 3     | 5       |
| Ковзанярський спорт | 5        | 5     | 10      |
| Загалом             | 27       | 30    | 57      |

## Гірськолижний спорт
Від Польщі на Ігри кваліфікувалися один гірськолижник і три гірськолижники. А ще збірна отримала одне додаткове квотне місце для чоловіка, щоб взяти участь у командних змаганнях і одне додаткове квотне місце для жінки під час перерозподілу квот.
Чоловіки
| Спортсмен    | Дисципліна                    | 1-й спуск | 1-й спуск | 2-й спуск   | 2-й спуск   | Сума        | Сума        |
| Спортсмен    | Дисципліна                    | Час       | Місце     | Час         | Місце       | Час         | Місце       |
| ------------ | ----------------------------- | --------- | --------- | ----------- | ----------- | ----------- | ----------- |
| Міхал Ясічек | Гігантський слалом (чоловіки) | НФ        | НФ        | Не потрапив | Не потрапив | Не потрапив | Не потрапив |
| Міхал Ясічек | Слалом (чоловіки)             | 57.40     | 30        | ДСК         | ДСК         | ДСК         | ДСК         |
| Павел Пияс   | Гігантський слалом (чоловіки) | НФ        | НФ        | Не потрапив | Не потрапив | Не потрапив | Не потрапив |
| Павел Пияс   | Слалом (чоловіки)             | НФ        | НФ        | Не потрапив | Не потрапив | Не потрапив | Не потрапив |

Жінки
| Спортсменка              | Дисципліна         | 1-й спуск | 1-й спуск | 2-й спуск    | 2-й спуск    | Сума         | Сума         |
| Спортсменка              | Дисципліна         | Час       | Місце     | Час          | Місце        | Час          | Місце        |
| ------------------------ | ------------------ | --------- | --------- | ------------ | ------------ | ------------ | ------------ |
| Зузанна Чапська          | Гігантський слалом | 1:03.63   | 37        | 1:01.52      | 29           | 2:05.15      | 30           |
| Марина Гонсеніца-Даніель | Гігантський слалом | 59.24     | 11        | 57.87        | 4            | 1:57.11      | 8            |
| Магдалена Лучак          | Гігантський слалом | 1:01.96   | 32        | 1:00.89      | 26           | 2:02.85      | 26           |
| Ганна Зенба              | Гігантський слалом | НС        | НС        | Не потрапила | Не потрапила | Не потрапила | Не потрапила |
| Зузанна Чапська          | Слалом             | НФ        | НФ        | Не потрапила | Не потрапила | Не потрапила | Не потрапила |
| Магдалена Лучак          | Слалом             | НФ        | НФ        | Не потрапила | Не потрапила | Не потрапила | Не потрапила |
| Марина Гонсеніца-Даніель | Супергігант        | Н/Д       | Н/Д       | Н/Д          | Н/Д          | 1:15.81      | 26           |

Змішані
| Спортсмени                                                       | Дисципліна | 1/8 фіналу                   | Чвертьфінал        | Півфінал           | Фінал / БМ         | Фінал / БМ   |    |
| Спортсмени                                                       | Дисципліна | Суперник Результат           | Суперник Результат | Суперник Результат | Суперник Результат | Місце        |    |
| ---------------------------------------------------------------- | ---------- | ---------------------------- | ------------------ | ------------------ | ------------------ | ------------ | -- |
| Марина Гонсеніца-Даніель Міхал Ясічек Магдалена Лучак Павел Пияс | Команди    | Норвегія (NOR) L 2–2 (+0.96) | Не потрапили       | Не потрапили       | Не потрапили       | Не потрапили | 10 |

## Біатлон
Завдяки місцю країни в Кубку націй за підсумками Кубка світу 2020–2021 і Кубка  світу 2021–2022 від Польщі на Ігри кваліфікувалися чотири чоловіки і одна жінка.
Чоловіки
| Спортсмен    | Дисципліна              | Час     | Хиби        | Місце |
| ------------ | ----------------------- | ------- | ----------- | ----- |
| Гжегож Гузік | Індивідуальні перегони  | 54:47.9 | 3 (0+1+1+1) | 49    |
| Гжегож Гузік | Спринт                  | 26:36.2 | 1 (0+1)     | 48    |
| Гжегож Гузік | Перегони переслідування | 47:07.0 | 8 (2+3+1+2) | 54    |

Жінки
| Спортсменка                                      | Дисципліна              | Час       | Хиби        | Місце |
| ------------------------------------------------ | ----------------------- | --------- | ----------- | ----- |
| Моніка Гойніш                                    | Індивідуальні перегони  | 46:55.3   | 2 (0+0+1+1) | 20    |
| Моніка Гойніш                                    | Спринт                  | 22:12.9   | 1 (1+0)     | 16    |
| Моніка Гойніш                                    | Перегони переслідування | 37:15.7   | 2 (2+0+0+0) | 9     |
| Моніка Гойніш                                    | Масстарт                | 44:06.6   | 8 (2+3+1+2) | 27    |
| Анна Монка                                       | Індивідуальні перегони  | 58:18.3   | 9 (2+2+2+3) | 85    |
| Анна Монка                                       | Спринт                  | 23:55.4   | 3 (1+2)     | 66    |
| Кінга Збилут                                     | Індивідуальні перегони  | 50:54.7   | 3 (0+1+1+1) | 55    |
| Кінга Збилут                                     | Спринт                  | 24:05.1   | 2 (1+1)     | 69    |
| Каміла Жук                                       | Індивідуальні перегони  | 49:02.7   | 3 (0+2+1+0) | 36    |
| Каміла Жук                                       | Спринт                  | 23:22.9   | 1 (1+0)     | 53    |
| Каміла Жук                                       | Перегони переслідування | НС        | НС          | НС    |
| Моніка Гойніш Анна Монка Кінга Збилут Каміла Жук | Естафета                | 1:17:12.1 | 11 (1+10)   | 14    |

## Лижні перегони
Від Польщі на Ігри кваліфікувалися чотири лижники і п'ять лижниць.
Чоловіки
| Спортсмен      | Дисципліна             | Класичний стиль | Класичний стиль | Вільний стиль | Вільний стиль | Фінал     | Фінал       | Фінал |
| Спортсмен      | Дисципліна             | Час             | Місце           | Час           | Місце         | Час       | Відставання | Місце |
| -------------- | ---------------------- | --------------- | --------------- | ------------- | ------------- | --------- | ----------- | ----- |
| Домінік Бурий  | 15 км класичним стилем | Н/Д             | Н/Д             | Н/Д           | Н/Д           | 40:48.4   | +2:53.6     | 27    |
| Домінік Бурий  | 30 км скіатлон         | 42:08.2         | 35              | 39:57.9       | 26            | 1:22:40.6 | +6:30.8     | 26    |
| Домінік Бурий  | 50 км вільним стилем   | Н/Д             | Н/Д             | Н/Д           | Н/Д           | 1:16:01.0 | +4:28.3     | 30    |
| Матеуш Гаратик | 15 км класичним стилем | Н/Д             | Н/Д             | Н/Д           | Н/Д           | 43:00.3   | +5:05.5     | 60    |
| Матеуш Гаратик | 30 км скіатлон         | 45:40.0         | 59              | КОЛО          | КОЛО          | КОЛО      | КОЛО        | 51    |
| Матеуш Гаратик | 50 км вільним стилем   | Н/Д             | Н/Д             | Н/Д           | Н/Д           | 1:20:24.0 | +8:51.3     | 50    |

Жінки
| Спортсменка                                                    | Дисципліна             | Класичний стиль | Класичний стиль | Вільний стиль | Вільний стиль | Фінал     | Фінал       | Фінал |
| Спортсменка                                                    | Дисципліна             | Час             | Місце           | Час           | Місце         | Час       | Відставання | Місце |
| -------------------------------------------------------------- | ---------------------- | --------------- | --------------- | ------------- | ------------- | --------- | ----------- | ----- |
| Магдалена Кобелуш                                              | 10 км класичним стилем | Н/Д             | Н/Д             | Н/Д           | Н/Д           | 35:40.3   | +7:34.0     | 78    |
| Магдалена Кобелуш                                              | 15 км скіатлон         | 27:32.7         | 59              | 25:45.8       | 59            | 54:12.0   | +9:58.3     | 59    |
| Магдалена Кобелуш                                              | 30 км вільним стилем   | Н/Д             | Н/Д             | Н/Д           | Н/Д           | 1:44:48.8 | +19:54.8    | 57    |
| Кароліна Кукучка                                               | 10 км класичним стилем | Н/Д             | Н/Д             | Н/Д           | Н/Д           | 33:16.6   | +5:10.3     | 64    |
| Ізабела Марциш                                                 | 10 км класичним стилем | Н/Д             | Н/Д             | Н/Д           | Н/Д           | 30:54.6   | +2:48.3     | 29    |
| Ізабела Марциш                                                 | 15 км скіатлон         | 24:01.6         | 17              | 22:52.8       | 18            | 47:30.7   | +3:17.0     | 16    |
| Ізабела Марциш                                                 | 30 км вільним стилем   | Н/Д             | Н/Д             | Н/Д           | Н/Д           | 1:31:43.0 | +6:49.0     | 21    |
| Моніка Скіндер                                                 | 10 км класичним стилем | Н/Д             | Н/Д             | Н/Д           | Н/Д           | 31:49.9   | +3:43.6     | 49    |
| Вероніка Калета Кароліна Кукучка Ізабела Марциш Моніка Скіндер | Естафета 4×5 км        | Н/Д             | Н/Д             | Н/Д           | Н/Д           | 1:00:21.5 | +6:40.5     | 14    |

Спринт
| Спортсмен                     | Дисципліна                  | Кваліфікація | Кваліфікація | Чвертьфінал  | Чвертьфінал  | Півфінал     | Півфінал     | Фінал        | Фінал        |
| Спортсмен                     | Дисципліна                  | Час          | Місце        | Час          | Місце        | Час          | Місце        | Час          | Місце        |
| ----------------------------- | --------------------------- | ------------ | ------------ | ------------ | ------------ | ------------ | ------------ | ------------ | ------------ |
| Каміль Бурий                  | Спринт (чоловіки)           | 3:02.73      | 58           | Не потрапив  | Не потрапив  | Не потрапив  | Не потрапив  | Не потрапив  | Не потрапив  |
| Мацей Старенґа                | Спринт (чоловіки)           | 2:53.61      | 26 Q         | 2:58.56      | 4            | Не потрапив  | Не потрапив  | Не потрапив  | Не потрапив  |
| Каміль Бурий Мацей Старенґа   | Командний спринт (чоловіки) | Н/Д          | Н/Д          | Н/Д          | Н/Д          | 20:19.87     | 8            | Не потрапив  | Не потрапив  |
| Вероніка Калета               | Спринт (жінки)              | 3:32.28      | 50           | Не потрапила | Не потрапила | Не потрапила | Не потрапила | Не потрапила | Не потрапила |
| Ізабела Марциш                | Спринт (жінки)              | 3:25.62      | 39           | Не потрапила | Не потрапила | Не потрапила | Не потрапила | Не потрапила | Не потрапила |
| Моніка Скіндер                | Спринт (жінки)              | 3:27.93      | 42           | Не потрапила | Не потрапила | Не потрапила | Не потрапила | Не потрапила | Не потрапила |
| Ізабела Марциш Моніка Скіндер | Командний спринт (жінки)    | Н/Д          | Н/Д          | Н/Д          | Н/Д          | 23:32.34     | 6 q          | 23:48.01     | 9            |

## Фігурне катання
На Чемпіонаті світу 2021 року в Стокгольмі Польща здобула одне квотне місце в танцях на льоду.
| Спортсмен                       | Дисципліна                | КП/КТ | КП/КТ | ДП/ДТ  | ДП/ДТ | Загалом | Загалом |
| Спортсмен                       | Дисципліна                | Бали  | Місце | Бали   | Місце | Бали    | Місце   |
| ------------------------------- | ------------------------- | ----- | ----- | ------ | ----- | ------- | ------- |
| Катерина Куракова               | Одиночні змагання (жінки) | 59.08 | 24 Q  | 126.76 | 12    | 185.84  | 12      |
| Наталія Калішек Максим Сподирєв | Танці на льоду            | 70.32 | 15 Q  | 96.99  | 20    | 167.31  | 17      |

## Санний спорт
Завдяки результатам у Кубку світу 2021–2022 Польща здобула такі квотні місця:
| Спортсмен                            | Дисципліна                | 1-й заїзд | 1-й заїзд | 2-й заїзд | 2-й заїзд | 3-й заїзд | 3-й заїзд | 4-й заїзд    | 4-й заїзд    | Сума     | Сума  |
| Спортсмен                            | Дисципліна                | Час       | Місце     | Час       | Місце     | Час       | Місце     | Час          | Місце        | Час      | Місце |
| ------------------------------------ | ------------------------- | --------- | --------- | --------- | --------- | --------- | --------- | ------------ | ------------ | -------- | ----- |
| Матеуш Сохович                       | Одномісні сани (чоловіки) | 58.863    | 24        | 59.196    | 26        | 58.867    | 24        | Не потрапив  | Не потрапив  | 2:56.926 | 25    |
| Войцех Хмілевський Якуб Ковалевський | Двомісні сани             | 58.992    | 8         | 59.073    | 9         | Н/Д       | Н/Д       | Н/Д          | Н/Д          | 1:58.065 | 9     |
| Клаудія Домарадзька                  | Одномісні сани (жінки)    | 59.871    | 25        | 59.892    | 25        | 1:01.313  | 31        | Не потрапила | Не потрапила | 3:01.076 | 27    |

Естафета змішаних команд
| Спортсмен                                                               | Дисципліна | 1-й заїзд | 1-й заїзд | 2-й заїзд | 2-й заїзд | 3-й заїзд | 3-й заїзд | Сума     | Сума  |
| Спортсмен                                                               | Дисципліна | Час       | Місце     | Час       | Місце     | Час       | Місце     | Час      | Місце |
| ----------------------------------------------------------------------- | ---------- | --------- | --------- | --------- | --------- | --------- | --------- | -------- | ----- |
| Клаудія Домарадзька Матеуш Сохович Войцех Хмілевський Якуб Ковалевський | Естафета   | 1:01.448  | 10        | 1:02.727  | 9         | 1:02.961  | 7         | 3:07.136 | 8     |

## Лижне двоборство
Від Польщі на Ігри кваліфікувалися два спортсмени.
| Спортсмен      | Дисципліна                | Стрибки з трампліна | Стрибки з трампліна | Стрибки з трампліна | Лижні перегони | Лижні перегони | Загалом | Загалом |
| Спортсмен      | Дисципліна                | Відстань            | Бали                | Місце               | Час            | Місце          | Час     | Місце   |
| -------------- | ------------------------- | ------------------- | ------------------- | ------------------- | -------------- | -------------- | ------- | ------- |
| Щепан Купчак   | Нормальний трамплін/10 км | 89.5                | 87.5                | 32                  | 27:22.3        | 37             | 30:24.3 | 34      |
| Щепан Купчак   | Великий трамплін/10 км    | 121.5               | 86.3                | 30                  | 28:25.8        | 42             | 31:59.8 | 35      |
| Анджей Щехович | Нормальний трамплін/10 км | 82.5                | 76.4                | 37                  | 26:40.2        | 33             | 30:26.2 | 35      |
| Анджей Щехович | Великий трамплін/10 км    | 93.0                | 44.6                | 45                  | 29:27.5        | 44             | 35:48.5 | 45      |

## Шорт-трек
Від Польщі на Ігри кваліфікувалися чотири жінки на дистанціях 500, 1000 і 1500 м, а отже й естафетна команда. Кваліфікувався один чоловік на дистанції 1500 м, і ще додатково один чоловік, щоб сформувати команду в змішаній естафеті.
Чоловіки
| Спортсмен        | Дисципліна | Попередній заїзд | Попередній заїзд | Чвертьфінал | Чвертьфінал | Півфінал    | Півфінал    | Фінал       | Фінал       |
| Спортсмен        | Дисципліна | Час              | Місце            | Час         | Місце       | Час         | Місце       | Час         | Місце       |
| ---------------- | ---------- | ---------------- | ---------------- | ----------- | ----------- | ----------- | ----------- | ----------- | ----------- |
| Міхал Невінський | 1500 м     | Н/Д              | Н/Д              | 2:12.852    | 6           | Не потрапив | Не потрапив | Не потрапив | Не потрапив |

Жінки
| Спортсменка                                                              | Дисципліна      | Попередній заїзд | Попередній заїзд | Чвертьфінал  | Чвертьфінал  | Півфінал     | Півфінал     | Фінал        | Фінал        |
| Спортсменка                                                              | Дисципліна      | Час              | Місце            | Час          | Місце        | Час          | Місце        | Час          | Місце        |
| ------------------------------------------------------------------------ | --------------- | ---------------- | ---------------- | ------------ | ------------ | ------------ | ------------ | ------------ | ------------ |
| Патриція Малішевська                                                     | 500 м           | 44.130           | 3                | Не потрапила | Не потрапила | Не потрапила | Не потрапила | Не потрапила | Не потрапила |
| Нікола Мазур                                                             | 500 м           | 43.732           | 4                | Не потрапила | Не потрапила | Не потрапила | Не потрапила | Не потрапила | Не потрапила |
| Каміла Стормовська                                                       | 500 м           | 44.053           | 4                | Не потрапила | Не потрапила | Не потрапила | Не потрапила | Не потрапила | Не потрапила |
| Наталія Малишевська                                                      | 1000 м          | 1:29.610         | 1 Q              | 1:48.908     | 5            | Не потрапила | Не потрапила | Не потрапила | Не потрапила |
| Каміла Стормовська                                                       | 1000 м          | 1:28.567         | 4                | Не потрапила | Не потрапила | Не потрапила | Не потрапила | Не потрапила | Не потрапила |
| Наталія Малишевська                                                      | 1500 м          | Н/Д              | Н/Д              | 2:25.850     | 5            | Не потрапила | Не потрапила | Не потрапила | Не потрапила |
| Каміла Стормовська                                                       | 1500 м          | Н/Д              | Н/Д              | 2:33.603     | 4            | Не потрапила | Не потрапила | Не потрапила | Не потрапила |
| Наталія Малишевська Патриція Малішевська Нікола Мазур Каміла Стормовська | Естафета 3000 м | Н/Д              | Н/Д              | Н/Д          | Н/Д          | 4:10.074     | 3 FB         | 4:10.210     | 6            |

Змішані
| Спортсмени                                                        | Дисципліна      | Чвертьфінал | Чвертьфінал | Півфінал     | Півфінал     | Фінал        | Фінал        |
| Спортсмени                                                        | Дисципліна      | Час         | Місце       | Час          | Місце        | Час          | Місце        |
| ----------------------------------------------------------------- | --------------- | ----------- | ----------- | ------------ | ------------ | ------------ | ------------ |
| Łukasz Kuczyński Нікола Мазур Міхал Невінський Каміла Стормовська | Естафета 2000 м | 2:50.513    | 4           | Не потрапили | Не потрапили | Не потрапили | Не потрапили |

## Стрибки з трампліна
Від Польщі на Ігри кваліфікувалися п'ять стрибунів з трампліна і дві стрибунки з трампліна.
Чоловіки
| Спортсмен                                           | Дисципліна                          | Кваліфікація | Кваліфікація | Кваліфікація | Перший раунд | Перший раунд | Перший раунд | Фінал    | Фінал | Фінал | Загалом | Загалом |
| Спортсмен                                           | Дисципліна                          | Відстань     | Бали         | Місце        | Відстань     | Бали         | Місце        | Відстань | Бали  | Місце | Бали    | Місце   |
| --------------------------------------------------- | ----------------------------------- | ------------ | ------------ | ------------ | ------------ | ------------ | ------------ | -------- | ----- | ----- | ------- | ------- |
| Стефан Гуля                                         | Нормальний трамплін                 | 90.5         | 87.9         | 27 Q         | 103.0        | 127.0        | 23 Q         | 93.5     | 110.8 | 27    | 237.8   | 26      |
| Давід Кубацький                                     | Нормальний трамплін                 | 94.0         | 98.3         | 16 Q         | 104.0        | 133.1        | 8 Q          | 103.0    | 132.8 | 2     | 265.9   | 3       |
| Каміль Стох                                         | Нормальний трамплін                 | 83.5         | 78.7         | 36 Q         | 101.5        | 136.3        | 3 Q          | 97.5     | 124.6 | 13    | 260.9   | 6       |
| Пйотр Жила                                          | Нормальний трамплін                 | 102.5        | 112.1        | 3 Q          | 95.0         | 121.6        | 27 Q         | 99.0     | 123.9 | 14    | 245.5   | 21      |
| Давід Кубацький                                     | Великий трамплін                    | 125.5        | 112.5        | 22 Q         | 131.0        | 123.7        | 25 Q         | 131.5    | 127.5 | 23    | 251.2   | 26      |
| Каміль Стох                                         | Великий трамплін                    | 128.0        | 122.5        | 8 Q          | 137.5        | 140.3        | 4 Q          | 133.5    | 136.9 | 8     | 277.2   | 4       |
| Павел Вонсек                                        | Великий трамплін                    | 117.5        | 96.5         | 36 Q         | 129.0        | 121.9        | 28 Q         | 134.5    | 132.4 | 16    | 254.3   | 21      |
| Пйотр Жила                                          | Великий трамплін                    | 120.0        | 106.3        | 27 Q         | 134.0        | 129.7        | 14 Q         | 131.0    | 125.8 | 25    | 255.5   | 18      |
| Давід Кубацький Каміль Стох Павел Вонсек Пйотр Жила | Великий трамплін, командна першість | Н/Д          | Н/Д          | Н/Д          | 508.5        | 434.5        | 6 Q          | 499.0    | 445.6 | 5     | 880.1   | 6       |

Жінки
| Спортсменка     | Дисципліна          | Перший раунд | Перший раунд | Перший раунд | Фінал        | Фінал        | Фінал        | Загалом | Загалом |
| Спортсменка     | Дисципліна          | Відстань     | Бали         | Місце        | Відстань     | Бали         | Місце        | Бали    | Місце   |
| --------------- | ------------------- | ------------ | ------------ | ------------ | ------------ | ------------ | ------------ | ------- | ------- |
| Ніколь Кондерла | Нормальний трамплін | 64.0         | 37.8         | 36           | Не потрапила | Не потрапила | Не потрапила | 37.8    | 36      |
| Кінга Райда     | Нормальний трамплін | 69.0         | 40.9         | 35           | Не потрапила | Не потрапила | Не потрапила | 40.9    | 35      |

Змішані
| Спортсмени                                              | Дисципліна                            | Перший раунд | Перший раунд | Перший раунд | Фінал    | Фінал | Фінал | Загалом | Загалом |
| Спортсмени                                              | Дисципліна                            | Відстань     | Бали         | Місце        | Відстань | Бали  | Місце | Бали    | Місце   |
| ------------------------------------------------------- | ------------------------------------- | ------------ | ------------ | ------------ | -------- | ----- | ----- | ------- | ------- |
| Ніколь Кондерла Давід Кубацький Кінга Райда Каміль Стох | Нормальний трамплін (змішані команди) | 351.5        | 386.1        | 5 Q          | 349.5    | 377.1 | 6     | 763.2   | 6       |

## Сноубординг
За списком розподілу квот від Польщі на Ігри кваліфікувалися п'ять спортсменів.
Паралельні
| Спортсмен             | Дисципліна                    | Кваліфікація | Кваліфікація | 1/8 фіналу                | Чвертьфінал         | Півфінал     | Фінал / БМ   | Фінал / БМ   |
| Спортсмен             | Дисципліна                    | Час          | Місце        | Суперник Час              | Суперник Час        | Суперник Час | Суперник Час | Місце        |
| --------------------- | ----------------------------- | ------------ | ------------ | ------------------------- | ------------------- | ------------ | ------------ | ------------ |
| Оскар Квятковський    | Гігантський слалом (чоловіки) | 1:21.52      | 5 Q          | Фелічетті (ITA) W НФ      | Мастнак (SLO) L НФ  | Не потрапив  | Не потрапив  | Не потрапив  |
| Міхал Новачик         | Гігантський слалом (чоловіки) | 1:21.64      | 7 Q          | Паєр (AUT) L +0.09        | Не потрапив         | Не потрапив  | Не потрапив  | Не потрапив  |
| Вереніка Бєла-Новачик | Гігантський слалом (жінки)    | 1:30.75      | 22           | Не потрапила              | Не потрапила        | Не потрапила | Не потрапила | Не потрапила |
| Александра Круль      | Гігантський слалом (жінки)    | 1:28.10      | 8 Q          | Smolentsova (ROC) W –0.16 | Ледецька (CZE) L НФ | Не потрапила | Не потрапила | Не потрапила |
| Александра Міхалик    | Гігантський слалом (жінки)    | 1:37.11      | 24           | Не потрапила              | Не потрапила        | Не потрапила | Не потрапила | Не потрапила |

## Ковзанярський спорт
Завдяки результатам у Кубку світу 2021–2022 Польща здобула такі квотні місця:
Чоловіки
| Спортсмен         | Дисципліна | Фінал        | Фінал        |
| Спортсмен         | Дисципліна | Час          | Місце        |
| ----------------- | ---------- | ------------ | ------------ |
| Збігнєв Брудка    | 1500 м     | Не стартував | Не стартував |
| Марек Каня        | 500 м      | 34.92        | 16           |
| Пйотр Михальський | 500 м      | 34.52        | 5            |
| Пйотр Михальський | 1000 м     | 1:08.56      | 4            |
| Даміан Журек      | 500 м      | 34.73        | 11           |
| Даміан Журек      | 1000 м     | 1:09.08      | 13           |

Жінки
| Спортсменка      | Дисципліна | Фінал   | Фінал |
| Спортсменка      | Дисципліна | Час     | Місце |
| ---------------- | ---------- | ------- | ----- |
| Кароліна Босек   | 1000 м     | 1:16.54 | 17    |
| Наталія Червонка | 1500 м     | 1:59.03 | 19    |
| Магдалена Чищонь | 1500 м     | 2:05.64 | 30    |
| Магдалена Чищонь | 5000 м     | 7:21.49 | 12    |
| Анджеліка Войцик | 500 м      | 37.78   | 11    |
| Анджеліка Войцик | 1000 м     | 1:16.79 | 20    |
| Кая Зьомек       | 500 м      | 37.70   | 9     |

Масстарт
| Спортсмен        | Дисципліна          | Півфінал | Півфінал | Півфінал | Фінал       | Фінал       | Фінал       |
| Спортсмен        | Дисципліна          | Бали     | Час      | Місце    | Бали        | Час         | Місце       |
| ---------------- | ------------------- | -------- | -------- | -------- | ----------- | ----------- | ----------- |
| Збігнєв Брудка   | Масстарт (чоловіки) | 0        | 8:17.49  | 14       | Не потрапив | Не потрапив | Не потрапив |
| Артур Яніцький   | Масстарт (чоловіки) | 0        | 7:44.48  | 11       | Не потрапив | Не потрапив | Не потрапив |
| Кароліна Босек   | Масстарт (жінки)    | 6        | 8:34.43  | 5 Q      | ДСК         | ДСК         | ДСК         |
| Магдалена Чищонь | Масстарт (жінки)    | 4        | 8:31.77  | 6 Q      | 2           | 8:21.07     | 10          |

Командні перегони переслідування
| Спортсменки                                      | Дисципліна                               | Чвертьфінал                                | Чвертьфінал | Півфінал     | Півфінал     | Фінал                            | Фінал |
| Спортсменки                                      | Дисципліна                               | Суперник Час                               | Місце       | Суперник Час | Місце        | Суперник Час                     | Місце |
| ------------------------------------------------ | ---------------------------------------- | ------------------------------------------ | ----------- | ------------ | ------------ | -------------------------------- | ----- |
| Кароліна Босек Наталія Червонка Магдалена Чищонь | Командні перегони переслідування (жінки) | Олімпійський комітет Росії (ROC) L 3:01.92 | 7           | Не потрапили | Не потрапили | Фінал D Білорусь (BLR) L 3:03.19 | 8     |